# 加色丁禮天主教開羅教區
加色丁禮天主教開羅教區（拉丁語：Eparchia Cahirensis Chaldaeorum）是埃及一個東儀天主教（加色丁禮）教區，直屬聖座。
1980年4月22日升為教區。2009年有兩個堂區、兩名司鐸，服務500位教友。目前教區主教席位處於出缺狀態。